# Colurella dicentra
Colurella dicentra är en hjuldjursart som först beskrevs av Gosse 1887.  Colurella dicentra ingår i släktet Colurella och familjen Lepadellidae. Arten är reproducerande i Sverige. Inga underarter finns listade i Catalogue of Life.